# Лозинский, Евгений Петрович
Евге́ний Петро́вич Лози́нский (укр. Євген Петрович Лозинський; род. 7 февраля 1982, Львов) — украинский футболист, защитник.

## Биография
Начал профессиональную карьеру в киевском «Динамо-2» и «Динамо-3». В 2002 году был отдан в аренду ужгородскому «Закарпатью». Дебютировал в Высшей лиге в матче против киевского «Динамо» (5:0). Получил травму, пытаясь помочь «Динамо» стать чемпионом. Тогда Лозинский был игроком «Закарпатья», и сыграй его команда вничью с донецким «Шахтёром», киевляне получили бы золотые медали, а если бы выиграли, то остались бы в Высшей лиге. Но так получилось — Закарпатье уступило (0:1), а Евгений получил травму — разрыв крестообразных связок. 13 июля 2002 года его прооперировали. 11 июня 2003 года, почти ровно через год после первой операции, ему делают вторую операцию. Опять год восстанавливался. Снова на поле вышел только весной 2004 года. Восстанавливался он в «Динамо-3», но потом ему пришлось искать новую команду. Летом 2004 года ему позвонил главный тренер «Закарпатья» Виктор Ряшко и пригласил его в Ужгород. Он приехал и подписал контракт.
В зимние межсезонье 2006 года перешёл в запорожский «Металлург», подписал двухлетний контракт. Хотя до этого побывал на просмотре в донецком «Металлурге» и во владивостокском «Луче-Энергии». Позже перешёл киевскую «Оболонь». В команде дебютировал 20 марта 2007 года в матче против луцкой «Волыни» (2:1). В январе 2008 года побывал на просмотре в симферопольской «Таврии», но клубу не подошёл.
Летом 2011 года подписал двухлетний контракт с луганской «Зарей», вместе с одноклубником из «Оболони», Павлом Худзиком.
Вторую половину сезона 2012/2013 провёл в «Полтаве» после чего контракт с футболистом был расторгнут.

## Достижения
- Победитель Первой лиги Украины (2): 1999/00, 2000/01
- Серебряный призёр Первой лиги Украины: 2008/09
- Бронзовый призёр Первой лиги Украины: 2006/07, 2007/08
- Финалист Кубка Украины: 2005/06

## Личная жизнь
Женат. Его младший брат также футболист, он учится во Львовском государственный университет физической культуры и играет на первенство Львовской области.